# Naturschutzgebiete in São Tomé und Príncipe
In São Tomé und Príncipe, im Golf von Guinea gelegen,  gibt es sechs von der IUCN geführte Naturschutzgebiete. Damit gelten knapp 30 Prozent der Landfläche und Binnengewässer des Staates als geschützt.

## Schutzgebiete
| Name                                             | Größe (km²) | Proklamation | Besonderheiten     | Nationaler Status  | IUCN-Kategorie | Foto |
| ------------------------------------------------ | ----------- | ------------ | ------------------ | ------------------ | -------------- | ---- |
| Ilhas Tinhosas (Tinhosa Pequena, Tinhosa Grande) | 0,23 km²    | 2006         | Ramsar-Gebiet      | Meeresschutzgebiet | –              |      |
| Parque Natural Obô de São Tomé                   | 262,0 km²   | 2006         |                    | Naturpark          | –              |      |
| Parque Natural Obô do Príncipe                   | 45,0 km²    | 2006         |                    | Naturpark          | –              |      |
| Insel Príncipe                                   | 172,42 km²  | 2006         | Biosphärenreservat | Biosphärenreservat | –              |      |
| Zona Tampão do Parque Natural Obô de São Tomé    | k. A.       | 2006         |                    | Übergangszone      | –              |      |
| Zona Tampão do Parque Natural Obô do Príncipe    | k. A.       | 2006         |                    | Übergangszone      | –              |      |